# ميتزلي
ميتزلي (بالإنجليزية: Metztli)‏ في أساطير الأزتيك ميتزلي هو رب القمر. في قاموس الناهواتل ميتزلي تعني: الشهر، القمر الهلال، وأيضا، بمعنى ساق حيوان أو شخص. إله القمر الثانوي عند الأزتيك (أمريكا الوسطى الكلاسيكية) [المكسيك]. واحد من مجموعة الآلهة التي تنتمي إلى أحد جوانب تيزكاتليبوكا.

## معرض صور

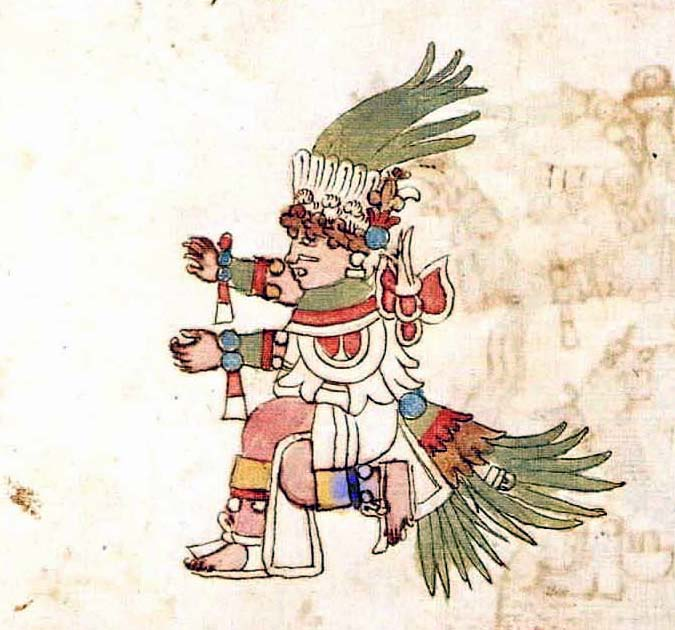
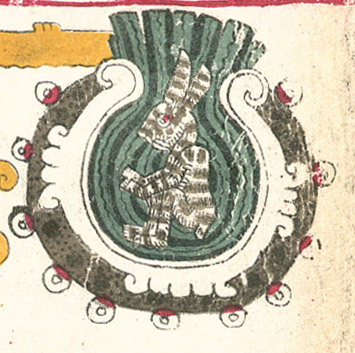